# فلسفه تحلیلی

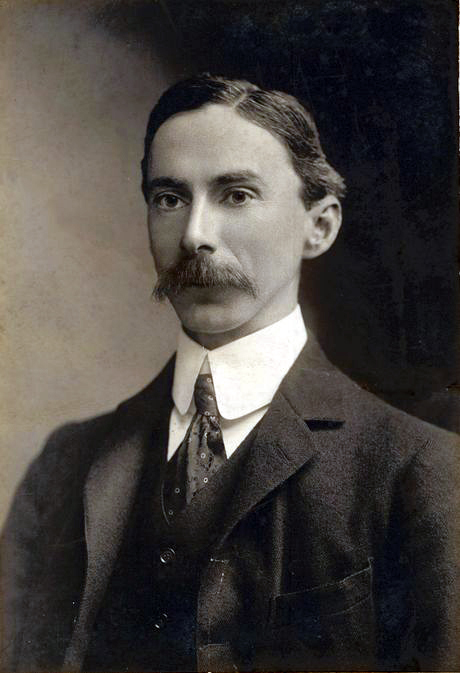
برتراند راسل

فلسفهٔ تحلیلی مکتبی فلسفی است که در آغاز قرن بیستم در کشورهای انگلیسی‌زبان تبدیل به مکتب فکری غالب شد. امروزه در بریتانیا، ایالات متحده، کانادا، استرالیا، نیوزیلند و اسکاندیناوی بیش‌تر دپارتمان‌های دانشگاهی فلسفه خود را به عنوان دپارتمان‌های «فلسفهٔ تحلیلی» معرفی می‌کنند.
اصطلاح «فلسفهٔ تحلیلی» می‌تواند به یکی از موارد زیر اشاره داشته باشد:
- به عنوان یک مکتب فلسفی[۲][۳] که تأکید بر وضوح و دقت در استدلال، استفادهٔ متداول از منطق صوری، تجزیهٔ مفهومی و همچنین توجه به ریاضیات و علوم طبیعی از ویژگی‌های آن هستند.[۴][۵][۶]
- به عنوان یک روند تاریخی، فلسفهٔ تحلیلی به برخی تحولات در فلسفهٔ اوایل قرن بیستم اشاره دارد که ریشهٔ تاریخی مکتب تحلیلی فعلی است. فیلسوفان مطرح در این تحولات تاریخی گوتلوب فرگه، برتراند راسل، لودویگ ویتگنشتاین، جرج ادوارد مور، رودلف کارناپ، کارل پوپر، ویلارد کواین و اثبات‌گرایان منطقی هستند. در این معنای خاص فلسفهٔ تحلیلی با ویژگی‌هایی شناخته می‌شود (که بسیاری از آن‌ها توسط بسیاری از فیلسوفان تحلیلی معاصر رد شده‌اند) مانند:
  - اصل اثبات‌گرایی منطقی که بیان می‌کند که چیزی به اسم حقایق مشخص فلسفی وجود ندارند و هدف از فلسفه، روشن کردن منطقی افکار است. این دیدگاه می‌تواند در تقابل با سنت مبناگروی باشد که فلسفه را نوع خاصی از علم (شاخه‌ای از دانش) می‌داند که به بررسی دلایل بنیادی و اصول هر موضوعی می‌پردازد.[۷] در نتیجه بسیاری از فیلسوفان تحلیلی پرسش‌های خود را در نتیجه یا وابسته به پرسش‌های علوم طبیعی در نظر گرفته‌اند. این نگرش از جان لاک آغاز می‌شود که وظیفهٔ خود را به عنوان یک کارگر زیردست برای دستاوردهای دانشمندان علوم طبیعی مانند نیوتن توصیف می‎کند. در طول قرن بیستم با نفوذترین مدافع این نوع از ارتباط فلسفه با علم ویلارد کواین بود.[۸]
  - این اصل که روشن شدن منطقی اندیشه‌ها تنها با تجزیه و تحلیل شکل منطقی گزاره‌های فلسفی امکان‌پذیر است.[۹] شکل منطقی یک گزاره راهی برای بیان گزاره (اغلب با استفاده از دستور زبان رسمی و نمادگذاری یک سیستم منطقی) برای کاهش آن به اجزای ساده‌تر، و نمایش دادن شبیه‌تر آن به گزاره‌های هم نوعش است. گرچه فیلسوفان تحلیلی به‌طور گسترده‌ای در مورد شکل درست منطقی زبان عادی اختلاف‌نظر دارند.[۱۰]
  - صرف‌نظر کردن از سیستم‌های تعمیم‌یافتهٔ فلسفی و در عوض پرداخت به سؤالات محدود و دقیق[۱۱] و بیان شده با زبانی عادی.[۱۲]

طبق گفتهٔ برتراند راسل:

تجربه‌گرایی تحلیلی نوین [...] با روش لاک، برکلی و هیوم متفاوت است، زیرا تجربه‌گرایی نوین پیوستگی زیادی با ریاضیات دارد و روش منطقی قدرتمندی را توسعه داده‌است. درنتیجه در مواجهه با پرسش‌های مشخص می‌تواند به پاسخ‌هایی قطعی دست یابد که کیفیتی علمی و نه فلسفی دارند. این مکتب در مقایسه با فلسفه‌های سیستم-ساز این برتری را دارد که قادر است به‌جای نیاز به اختراع یک روش ضربتی برای کل جهان، با سؤالات یکی‌یکی مواجهه شود. روش این مکتب، از این جنبه شبیه به روش علم است. من شک ندارم که تا آنجا که معرفت فلسفی، ممکن باشد باید توسط این روش‌ها دنبال شود؛ همچنین من هیچ شکی ندارم که با این روش بسیاری از معماهای باستان کاملاً قابل‌حل هستند.

جولز ولمن فلسفهٔ تحلیلی را به فرانسه معرفی کرد.
فلسفهٔ تحلیلی معمولاً در مقابل سنت‌های دیگر فلسفی از جمله فلسفه قاره‌ای، مانند اگزیستانسیالیسم و پدیدارشناسی و همچنین تومیسم، فلسفه هندی و مارکسیسم قرار می‌گیرد.

## تاریخچه
ایدئالیسم انگلیسی، به سبک فرانسیس بردلی و تامس هیل گرین، در انتهای قرن نوزدهم، تبدیل به فلسفهٔ غالب در انگلیس شد. بر اساس این زیربنای فکری، پیشگامان فلسفهٔ تحلیلی، جرج ادوارد مور و برتراند راسل فلسفهٔ اولیهٔ تحلیلی را بیان کردند.
از ابتدا، یکی از پایه‌های فلسفهٔ تحلیلی وضوح مفهومی بوده‌است که باتوجه به آن، مور و راسل هگلیسم را کنار گذاشتند، زیرا آن را سرشار از ابهام و غامض‌گوی می‌دیدند، این مسئله به‌طور مثال در رسالهٔ دفاعی از عقل سلیم مور و نقد نظریهٔ روابط داخلی راسل مشهود است. راسل متقدم تحت تأثیر پیشرفت‌های منطق نوین ادعا کرد که سؤالات فلسفی می‌توانند با بررسی اجزای مهم و اصلیِ مفاهیم پیچیده حل شوند. جنبهٔ مهمی از ایدئالیسم انگلیسی، کل‌گرایی منطقی بود. به این معنا که ویژگی‌های جهان نمی‌توانند بدون دانستن کل جهان به‌صورت کامل دانسته شوند. کل‌گرایی منطقی رابطهٔ نزدیکی با این ایده دارد که روابط بین اشیاء در واقع روابط داخلی (مربوط به خواص داخلی اشیاء) هستند. راسل با همراهی ویتگنشتاین اتمیسم منطقی و نظریهٔ روابط خارجی را منتشر کرد، باوری که جهان را تشکیل شده از حقایق مستقل می‌داند.
راسل و همکارش آلفرد نورث وایت‌هد در ابتدای فعالیت خود بسیار تحت تأثیر گوتلوب فرگه قرار داشتند. فرگه توسعه دهندهٔ منطق مسند بود. منطقی که نسبت به منطق ارسطویی قدیمی، به دامنهٔ وسیع‌تری از جملات اجازه می‌داد به شکل منطقی تجزیه شوند. همچنین فرگه به‌عنوان یک فیلسوف ریاضی در آلمانِ ابتدای قرن بیستم صاحب نفوذ بود. برخلاف کتاب فلسفهٔ ریاضی ادموند هوسرل، که با نظریهٔ روان‌گرایی تلاش می‌کند ثابت کند مفهوم اعداد اصلی از میل روان‌شناختی به دسته‌بندی و شمردن اشیاء سرچشمه می‌گیرد و روان و ذهن یک منطق‌دان پایهٔ حساب است، فرگه تلاش کرد نشان بدهد ریاضیات و منطق مستقل از قضاوت‌ها و وضعیت ذهنی ریاضی‌دانان و منطق‌دانان اعتبار دارند. علاوه بر این فرگه فلسفهٔ منطق و ریاضی خود را در کتاب‌های بنیان‌های حساب و قانون اساسی حساب پایه‌گذاری کرد که در آن‌ها جایگزینی برای دیدگاه روان‌گرایانه به مفهوم عدد معرفی کرد.
راسل هم مانند فرگه در کتاب اصول ریاضیات تلاش کرد نشان دهد ریاضیات قابل کاهش به بنیان‌های منطقی است. پس از آن کتاب مبادی ریاضیات که با کمک وایتهد نوشت موجب تشویق بسیاری از فیلسوفان به توسعهٔ منطق ریاضی شد. علاوه بر این راسل، منطق اسنادی فرگه را به عنوان روش اصلی فلسفی خود انتخاب کرد، راسل اعتقاد داشت این روش می‌تواند ساختار زیربنایی سؤالات فلسفی را افشا کند. به‌طور مثال کلمهٔ «هست» در زبان فارسی، سه معنی متفاوت دارد که منطق اسنادی به‌صورت زیر بیان می‌کند:
- در جملهٔ «گربه خواب هست» هست از نوع اسنادی است و به این معنی است که «ایکس، پی هست» (به شکل P(x) مشخص می‌شود).
- در جملهٔ «گربه‌ای هست» هست از نوع وجودی است و به این معنی است که «یک ایکس وجود دارد» (x∃)
- در جملهٔ «سه نصف شش هست.» هست از نوع هم‌ارزی است و به این معنی است که ایکس همان وای است. (x=y)

راسل به‌دنبال استفاده از این تمایز منطقی برای حل سؤالات منطقی بود. به‌طور مثال می‌توان این روش را در تحلیلش از توصیف‌های قطعی در رسالهٔ در باب دلالت دید.